# Aechmioides unigutella
Aechmioides unigutella är en fjärilsart som beskrevs av Charles Théophile Bruand d’Uzelle 1850. Aechmioides unigutella ingår i släktet Aechmioides och familjen praktmalar, Oecophoridae. Inga underarter finns listade i Catalogue of Life.